# Terceira corrente
Terceira corrente (Third stream, em inglês), é um termo criado pelo compositor Gunther Schuller, em 1957, para descrever um género musical que junta a música clássica ao jazz. A principal característica deste sub-género do jazz é a improvisação.

## Exemplos de Terceira corrente

### Músicos
Modern Jazz Quartet, Don Ellis, Gil Evans, e William Russo, George Russell, Dave Brubeck e o seu irmão Howard Brubeck, Jacques Loussier e o trio Play Bach Trio, Jimmy Giuffre, Toshiko Akiyoshi, David Amram, Ran Blake, David Baker e Claude Bolling.  Músicos de free jazz como Cecil Taylor, Anthony Braxton, Sun Ra, e Yitzhak Yedid, foram, também, influênciados pela escola da Terceira corrente.

### Álbuns
- Miles Ahead, de Miles Davis e  Gil Evans
- Time Out, The Dave Brubeck Quartet
- Focus, de Stan Getz e Eddie Sauter
- Perceptions, de Dizzy Gillespie e J. J. Johnson
- Alegria, de Wayne Shorter
- Wide Angles de Michael Brecker
- Myth of the Cave by Yitzhak Yedid .